# Amador Cuesta
Amador Cuesta Barrientos, plus connu sous le nom d'Amador, (Madrid, 5 mars 1863 - ?, 13 novembre 1939) est  un photographe photojournaliste espagnol.

## Biographie
Le père d'Amador Cuesta était photographe et avait un studio photographique à Puerta del Sol.
Amador commence par faire de la photographie de rue et de ville comme son reportage fait à Guadalajara en 1884 lors des premiers festivals de la Virgen de la Antigua. L'une de ses photographies les plus connues est celle du cadavre incorruptible de Isidore le Laboureur.
À partir de 1893, il collabore dans le Nouveau Monde. Il a également publié en noir et blanc dans des journaux tels El Teatro et El Español.

## Source
- (es) Cet article est partiellement ou en totalité issu de l’article de Wikipédia en espagnol intitulé « Amador Cuesta » (voir la liste des auteurs).